# Edward Dujardin
Edward Dujardin (Antwerpen, 29 november 1817 – aldaar, 21 mei 1889) was een Belgisch kunstschilder.

## Levensloop
Dujardin volgde een schildersopleiding aan de Antwerpse Kunstacademie onder leiding van Gustaaf Wappers. Vanaf 18 oktober 1841 was hij leraar aan de Academie van Schone Kunsten met als lesopdracht "Beginselen der figuur". Tot zijn leerlingen behoorden Henri Bource, Alfred Elsen, Emile Jespers, Frans Mortelmans, André Plumot, Edward Portielje en Gerard Portielje. Hij bleef in functie tot aan zijn overlijden.
Edward Dujardin en Eugène Van Havre ondernamen in 1846 een reis naar Italië en Dujardin maakte daarvan een uitgebreid reisverslag. Hij bracht ook een versie van De Leeuw van Vlaenderen in eigen beheer uit, die was opgedragen aan baron Eugène van Havre, burgemeester van Brasschaat.
Dujardin schilderde historische taferelen, Bijbelse onderwerpen en portretten. Hij werd veel gevraagd als decorateur bij openbare feestelijkheden. Hij gaf meerdere plaatwerken uit: Album op den Leeuw van Vlaenderen, met 64 platen in 1851;  Verdeeling, beengestel en bewegingen van 's menschen lichaam, gelijk zij onderwezen worden in de Koninklijke Academie van Antwerpen in 1871 en De Verhoudingsmaten of vergelijkensmaten der bijzonderste antieke standbeelden en Grieksche Vrouwenbeelden, vier platen in 1888.
Dujardin was gehuwd met Theresia Maria Van Arendonk (Antwerpen 29 januari 1820 - Antwerpen 5 januari 1896), zuster van beeldhouwer Jan Van Arendonck. Samen hadden ze twee dochters: Machteld (1850-1939), die trouwde met apotheker Guillaume Donnez, en Alida, die trouwde met architect Jules Bilmeyer.

## Vlaamsgezind
De kunstenaar was goed bevriend met Hendrik Conscience en verzorgde illustraties bij boeken van deze, onder andere De Leeuw van Vlaanderen, maar ook van Eugeen Zetternam, Theodoor van Rijswijck, Jan Van Beers, August Snieders en Joseph Alberdingk Thijm. In tegenstelling tot vele van zijn collega's aan de Academie was Dujardin overtuigd Vlaamsgezind. Hij was bestuurslid van Voor Tael en Kunst, een partijoverkoepelende ontspannings- en culturele vereniging van Antwerpse Vlaamsgezinden. Toen Voor Tael en Kunst in 1852-1854 kleur bekende voor het katholicisme, verdween de vereniging. 
In 1855 was Dujardin medestichter van het tijdschrift De Vlaemsche School, dat als opvolger van Voor Tael en Kunst kan worden beschouwd. Dujardin zat ook in de nieuwe Meetingpartij die in 1862 haar intrede deed in het Antwerpse politieke leven. Hij zetelde zelf voor de Meetingpartij in de Antwerpse provincieraad van 1872 tot 1876 en van 1884 tot 1888. 

## Werken in kerken en verzamelingen

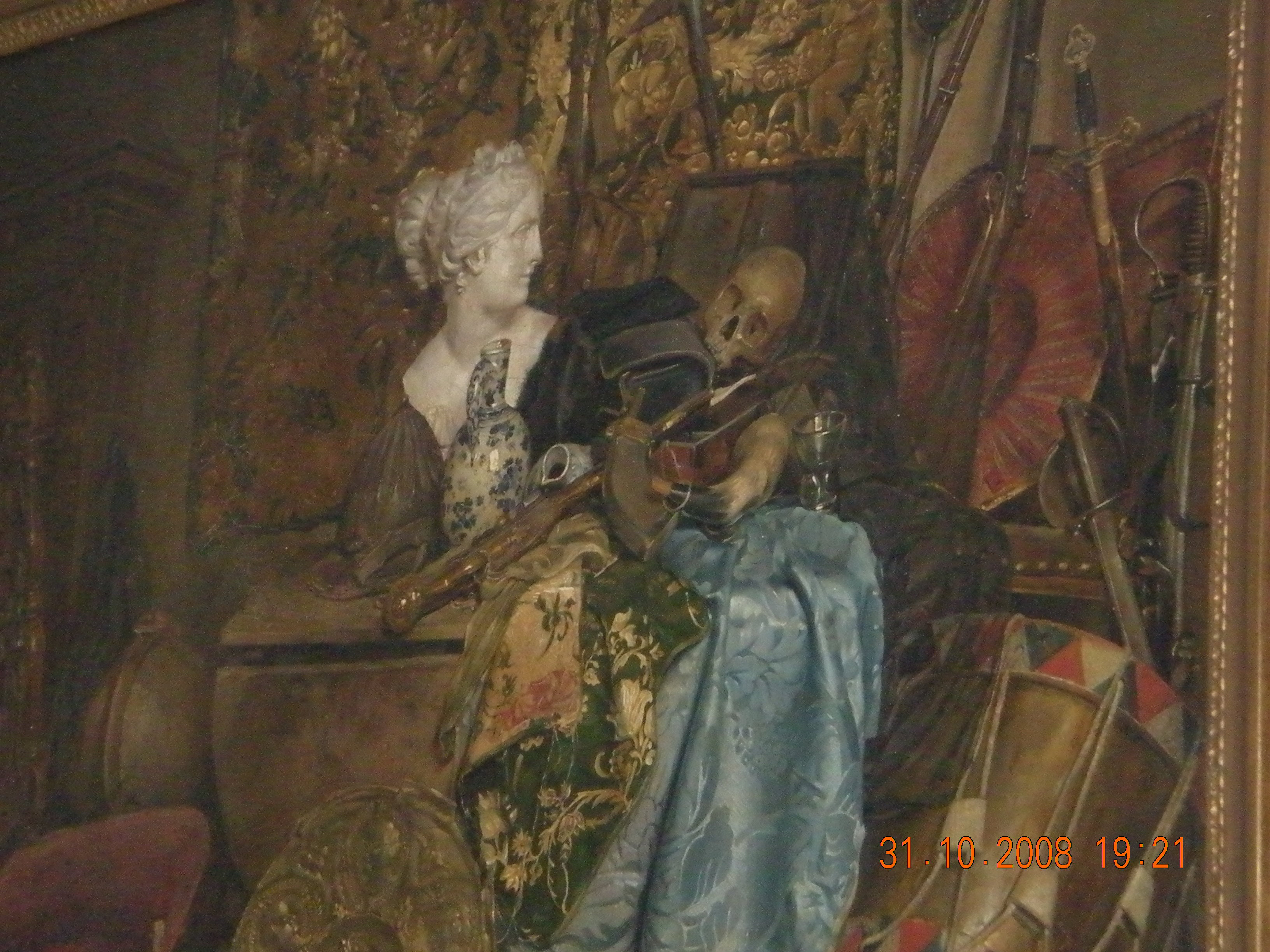
Atelier van Wappers, 1837
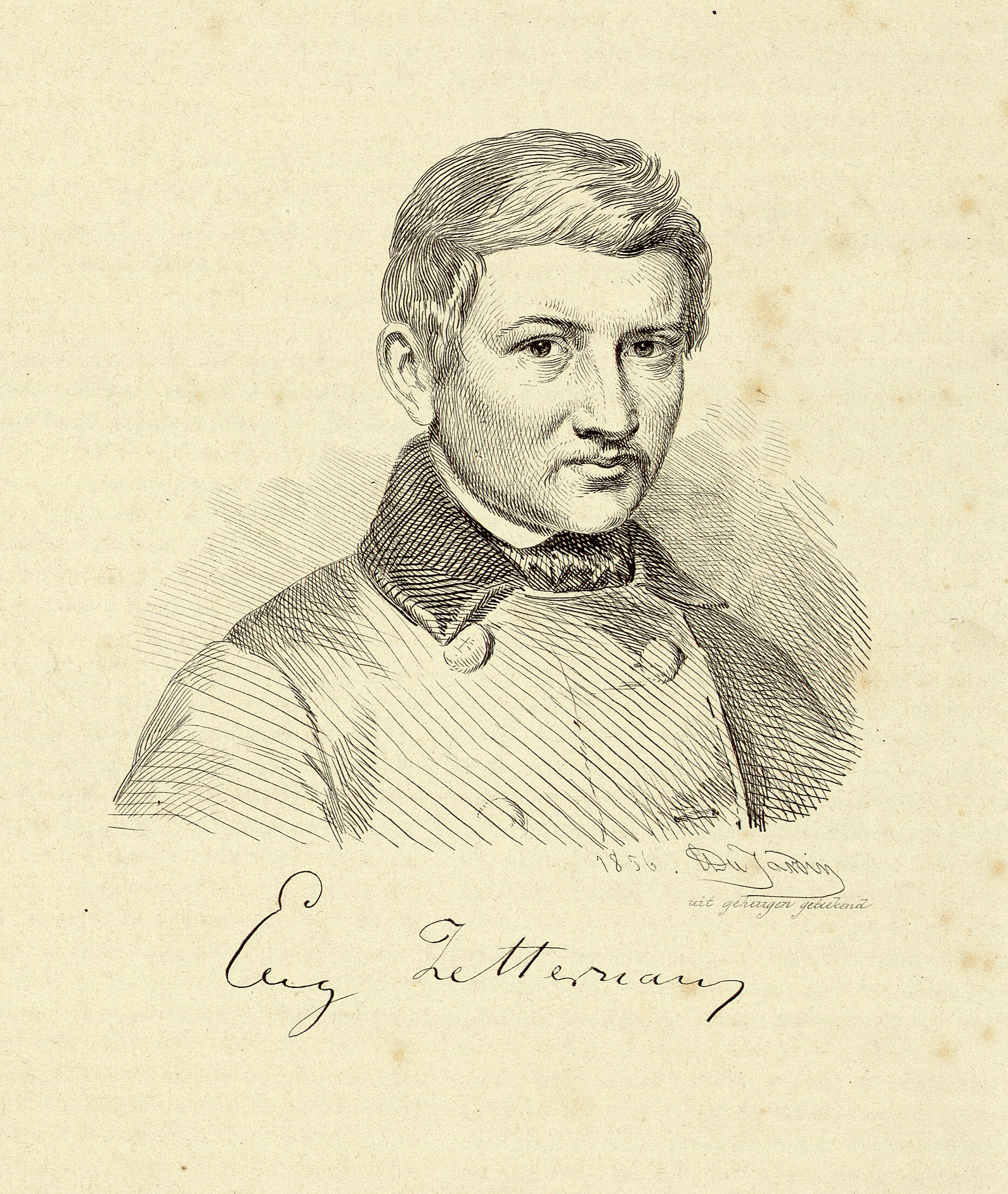
Eugeen Zetternam door Edward Du Jardin
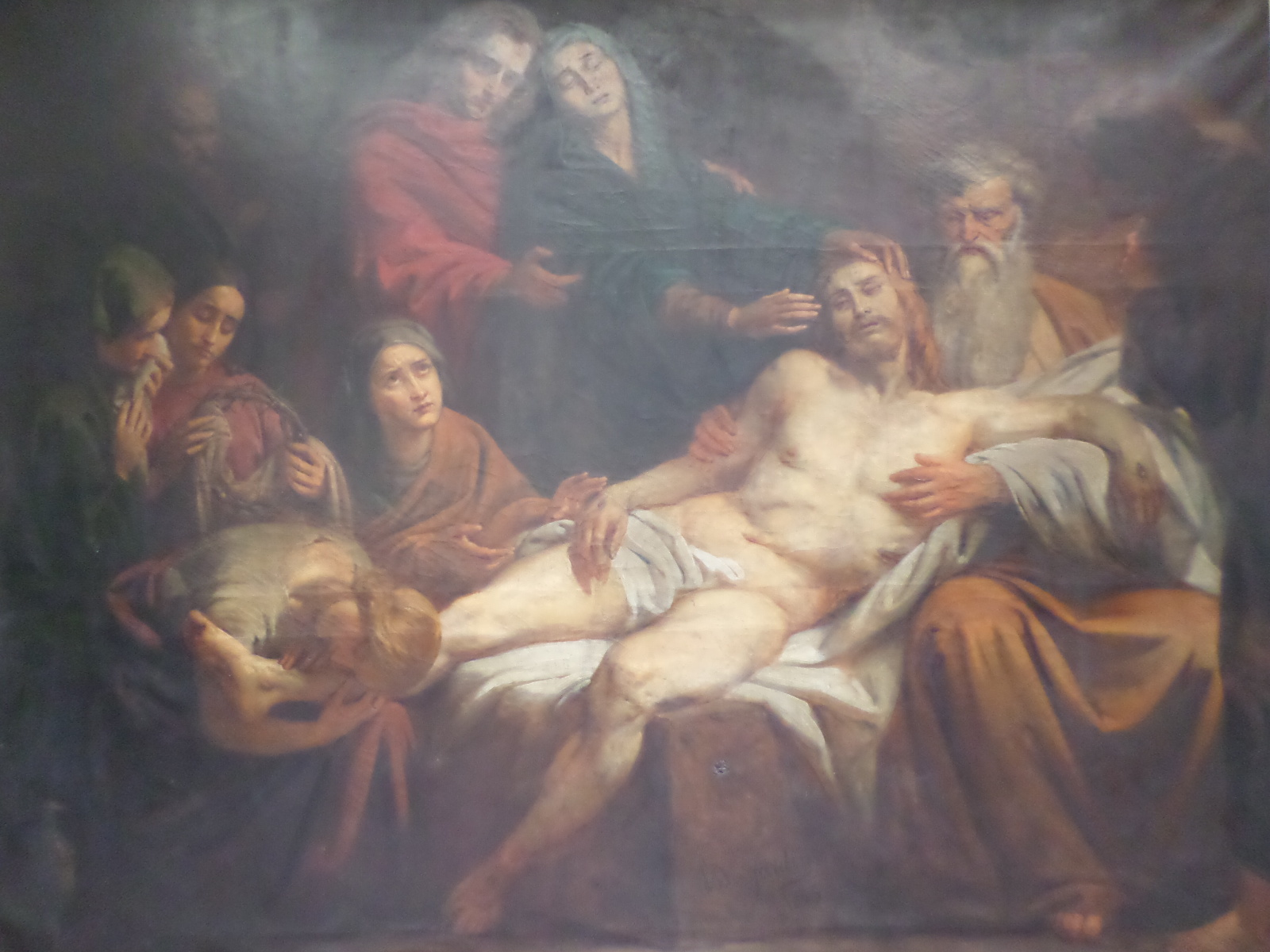
Bewening van Christus, 1855
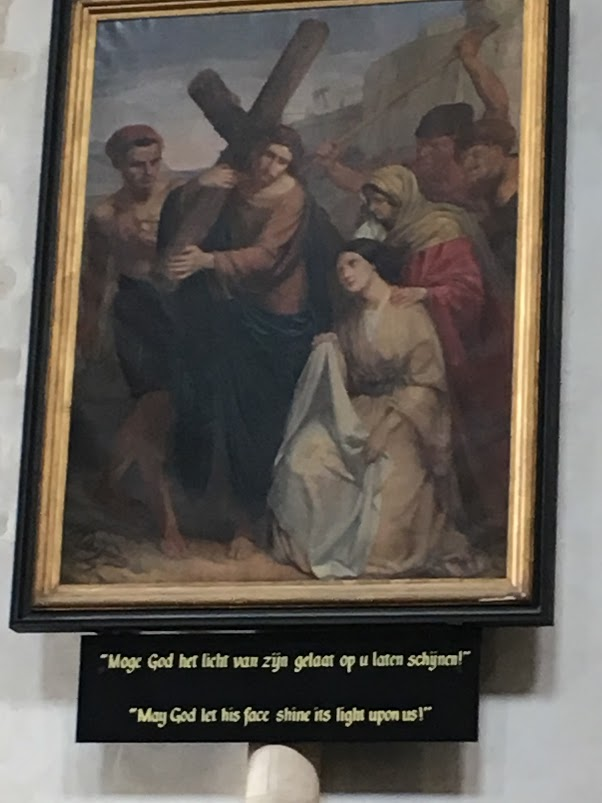
Veronica komt Jezus tegemoet
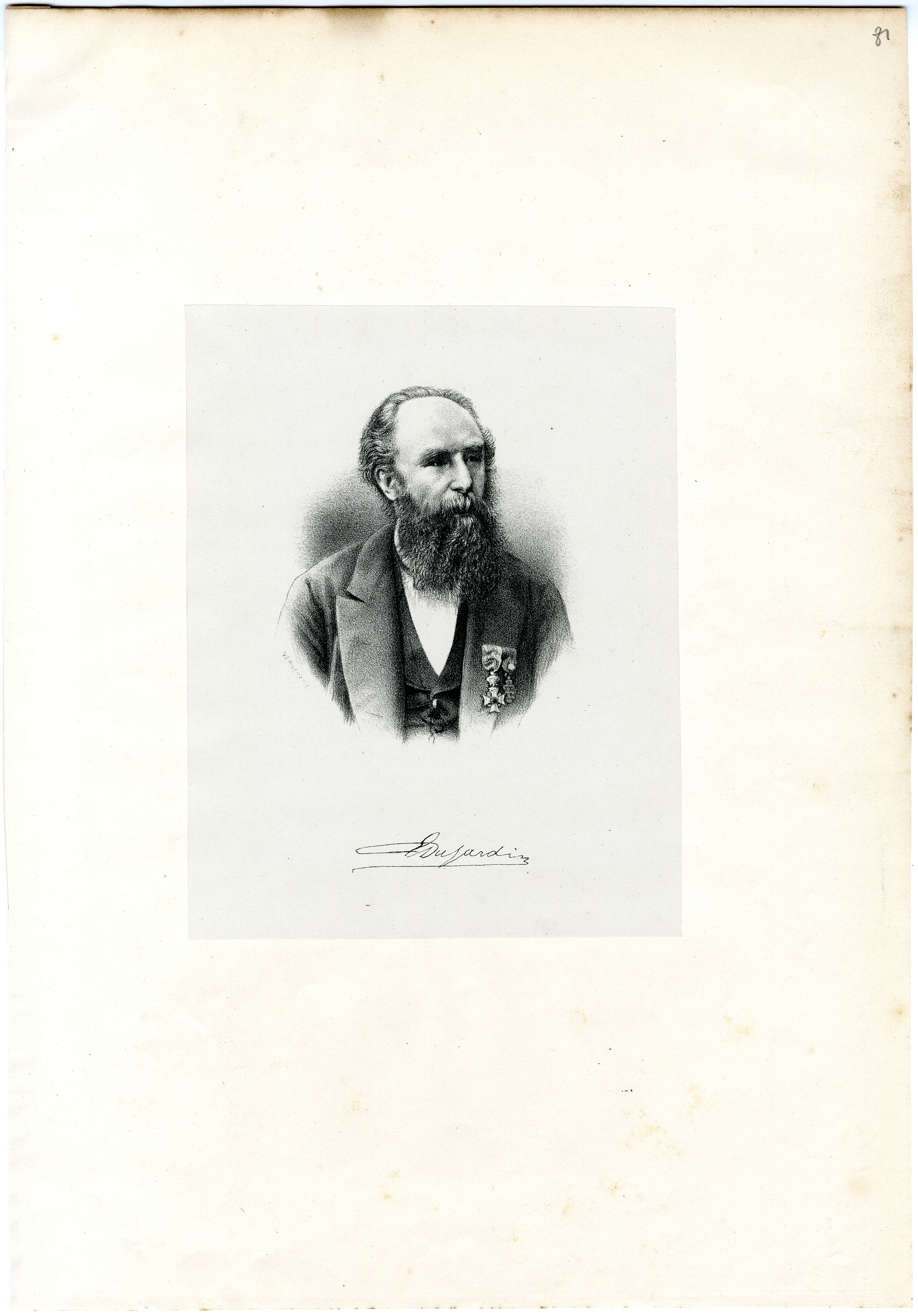
Edouard Dujardin door Verbeyst

Een overzicht van gekende werken van Dujardin is te vinden op Balat onder de naam Eduard Dujardin.
Dujardin ondersteunde Jean-François Pluys voor het ontwerp van kunstglasramen in veel kerken. 
- Antwerpen, K.M.S.K.: drieluik "De eerste dode" (verhaal van Kaïn en Abel)
- Gent, M.S.K.: "Albrecht en Isabella bezoeken het atelier van P.P. Rubens"
- Deurne, Sint-Fredeganduskerk: 14 kruiswegschilderijen
- Antwerpen Sint-Jacobskerk : "Hemelvaart van Christus" . Westmuur noordelijke dwarsbeuk. (weggenomen tot 04/2026)
- Antwerpen, Sint-Joriskerk: "Bewening van Jezus"
- Antwerpen, Sint-Andrieskerk: "Veronica komt Jezus tegemoet" (bij binnenkomst van de kerk, eerste schilderij van de kruisweg, linksboven)
- Antwerpen, Sint-Carolus Borromeuskerk: "Kruisweg" (1839) samen met E. Janssens
- Antwerpen, Sint-Willibrorduskerk: Kruisweg op paneel (1864-1866)
- Antwerpen, Sint-Catharinakerk: reeks van zes glas-in-loodraam i.s.m. Leopold Pluys
- Brugge, Basiliek van het Heilig Bloed: 9 verschillende ontwerpen, die de graven van Vlaanderen voorstellen
- Ronse, St-Hermeskerk: "De H. Dominicus ontvangt de rozenkrans"
- Brussel, Onze-Lieve-Vrouw-ten-Zavelkerk: "Kruisweg" (1884)
- Hemiksem, Sint-Niklaaskerk: "Kruisweg" (1860-1863)
- Boechout, Sint-Bavokerk: ontwerpen voor vier glasramen van glazenier J.F. Pluys. Eén daarvan is nog bewaard en stelt H. Bavo, Franciscus van Assisi en Maria Magdalena voor.
- Werken in de kerken van Essen en Hoogstraten
- Londen, British Museum: "Houten Clara"[3]

## Voetnota
1. ↑  Edouard DUJARDIN illustrator Hendrik Conscience
2. ↑  balat.kikirpa.be
3. ↑  Houten Clara

- Biografisch Portaal: 43383243
- Digitale Bibliotheek voor de Nederlandse Letteren: duja003
- Gemeinsame Normdatei: 123956137
- International Standard Name Identifier: 0000 0000 8266 2534
- Library of Congress Control Number: no2012157350
- Nederlandse Thesaurus van Auteursnamen: 06980608X
- RKD-Nederlands Instituut voor Kunstgeschiedenis: 24699
- Système universitaire de documentation: 13609337X
- Union List of Artist Names: 500136155
- Virtual International Authority File: 74772765
- WorldCat: E39PBJxhr4Bdbk7gkr99cvBByd